# ドリアーノ・スリス
ドリアーノ・スリス（Doriano Sulis、1947年 - ）は、イタリア人の琵琶職人で、筑前琵琶の製造、修復技術を伝承する唯一の人物。イタリア会館・福岡の館長でもある。

## 経歴
イタリア・サルデーニャ島生まれ。ローマのサンタ・チェチーリア国立アカデミアで、クラシックギターを学ぶ。その後は、人形劇団に所属し、脚本や人形作りを手がけた。
ローマで日本人女性と知り合い、結婚し、1974年に来日した。
来日後、程なくして、ラジオで琵琶の音を聴いたことをきっかけとして、1975年に、当時唯一の筑前琵琶職人であった吉塚元三郎に弟子入りし、5年間に及ぶ修行生活を送る。
1981年、イタリア語教室を併設するイタリア会館・福岡を設立し、館長となる。
1988年、肥後琵琶の山鹿良之から楽器の修復を依頼され、以降頻繁に交流する。また、筑前琵琶のみならず、薩摩琵琶、平家琵琶、盲僧琵琶、笹琵琶などの修復にあたり、琵琶の修復師として広く知られるようになった。
2022年、福岡市民文化活動功労賞を受賞し、福岡県指定無形文化財保持者に認定され、さらにJASRAC音楽文化賞を受賞した。

## 編著
- 見て解るイタリア語 : アッベチェダーリオ. 増補・改訂版、福岡 : イタリア会館出版部、2011年